# Konstantin Ušakov
Konstantin Anatol'evič Ušakov (in russo Константин Анатольевич Ушаков?; Omsk, 24 marzo 1970) è un allenatore di pallavolo ed ex pallavolista russo.

## Palmarès

### Nazionale (competizioni minori)
- European League 2004

### Allenatore
- Coppa di Russia: 2

2014, 2015
- Coppa CEV: 2

2014-15, 2015-16